# Оберморшвиллер
Оберморшвиллер (фр. Obermorschwiller) — коммуна на северо-востоке Франции в регионе Гранд-Эст (бывший Эльзас — Шампань — Арденны — Лотарингия), департамент Верхний Рейн, округ Альткирш, кантон Альткирш.
Площадь коммуны — 6,05 км², население — 437 человек (2006) с тенденцией к стабилизации: 400 человек (2012), плотность населения — 66,1 чел/км².

## Население
Численность населения коммуны в 2011 году составляла 413 человек, а в 2012 году — 400 человек.
| 1962 | 1968 | 1975 | 1982 | 1990 | 1999 | 2006 | 2007 | 2008 | 2011 | 2012 |
| ---- | ---- | ---- | ---- | ---- | ---- | ---- | ---- | ---- | ---- | ---- |
| 233  | 251  | 251  | 277  | 368  | 424  | 437  | 439  | 440  | 413  | 400  |

Динамика населения:

## Экономика
В 2010 году из 294 человек трудоспособного возраста (от 15 до 64 лет) 211 были экономически активными, 83 — неактивными (показатель активности 71,8 %, в 1999 году — 72,7 %). Из 211 активных трудоспособных жителей работали 195 человек (108 мужчин и 87 женщин), 16 числились безработными (7 мужчин и 9 женщин). Среди 83 трудоспособных неактивных граждан 30 были учениками либо студентами, 35 — пенсионерами, а ещё 18 — были неактивны в силу других причин.
На протяжении 2011 года в коммуне числилось 150 облагаемых налогом домохозяйств, в которых проживало 408 человек. При этом медиана доходов составила 26218,5 евро на одного налогоплательщика.

## Достопримечательности (фотогалерея)

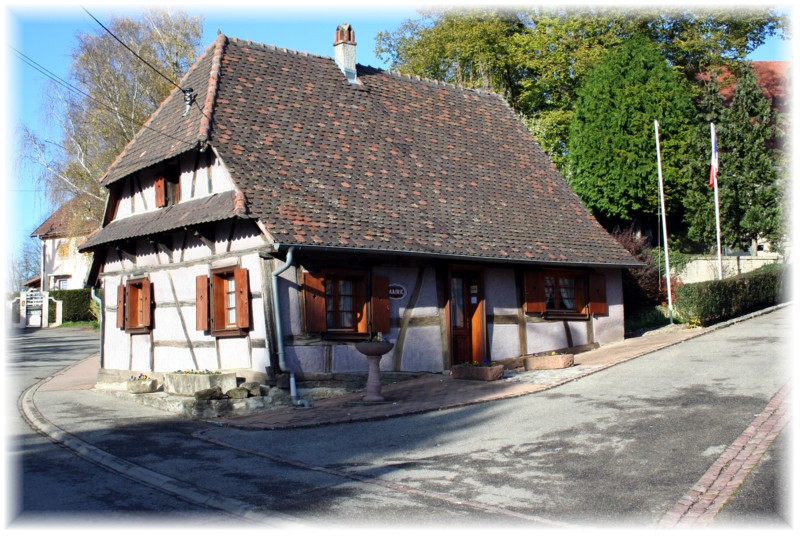
Здание мэрии